# Henry Laurens

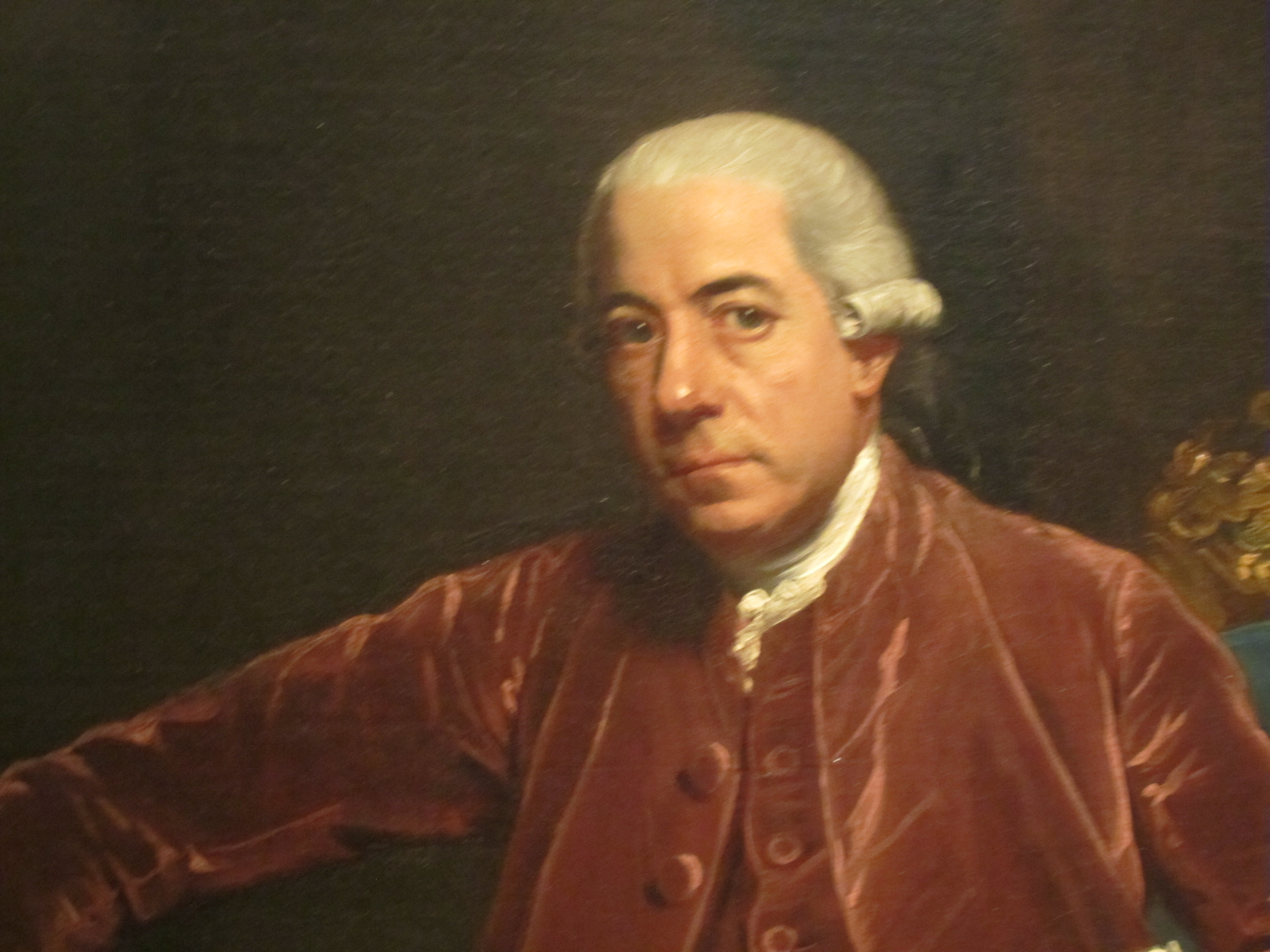
Retrato de Laurens realizado por John Singleton Copley.

Henry Laurens (Charleston, Provincia de Carolina del Sur, 6 de marzo de 1724 - ibídem, Estado de Carolina del Sur, 8 de diciembre de 1792) fue un diplomático, político y comerciante de esclavos estadounidense, líder político durante la Guerra de independencia. Laurens fue delegado del Segundo Congreso Continental y sucedió a John Hancock como presidente del Congreso. Fue uno de los firmantes de los Artículos de la Confederación, aprobados durante su mandato, el 15 de noviembre de 1777.
Laurens amasó una gran fortuna como socio en la compañía de tráfico de esclavos más grande de América del Norte, Austin y Laurens. Solo en la década de 1750, la empresa, con base en Charleston, coordinó la venta de más de 8 000 esclavos africanos.
Laurens fue vicepresidente de Carolina del Sur y ministro de los Estados Unidos en los Países Bajos durante la Guerra de independencia. Fue capturado en altamar por los británicos, y encarcelado en la Torre de Londres durante varios años.
Su hijo mayor, John Laurens, fue ayudante de campo de George Washington y coronel en el Ejército Continental.

## Biografía

### Primeros años y educación
Los antepasados de Henry Laurens eran Hugonotes que escaparon de Francia cuando el Edicto de Nantes fue revocado en 1685. El abuelo de Henry, Andre Laurens, abandonó Francia tres años antes, en 1682, y emigró a América del Norte, en principio a la ciudad de Nueva York y luego a Charleston, Carolina del Sur. El hijo de Andre, John, contrajo matrimonio con Hester (o Esther) Grasset, también refugiada hugonota. Henry fue su tercer hijo y el primer varón. John Laurens se desempeñaba como talabartero, y su negocio creció hasta convertirse en el mayor de su tipo en las colonias.
En 1744, John Laurens envió a Henry a Londres para que se perfeccionara como comerciante. Allí, trabajó con Richard Oswald, un comerciante escocés que representaría a Gran Bretaña durante la firma del Tratado de París de 1783. John Laurens falleció en 1747, y Henry heredó una considerable cantidad de dinero a los veintitrés años de edad.

### Matrimonio y familia
Laurens contrajo matrimonio con Eleanor Ball, cuya familia también era propietaria de una plantación de arroz en Carolina del Sur, el 25 de junio de 1750. Tuvieron trece hijos, muchos de los cuales fallecieron antes de llegar a la adultez. Eleanor murió en 1770, un mes después de dar a luz a su último hijo. Laurens envió a sus tres hijos varones a Inglaterra para que estudiasen, e intentó que el mayor, John Laurens, estudiase leyes. En lugar de finalizar sus estudios, John regresó a su país natal en 1776 para luchar en la Guerra de Independencia de los Estados Unidos.

### Carrera política

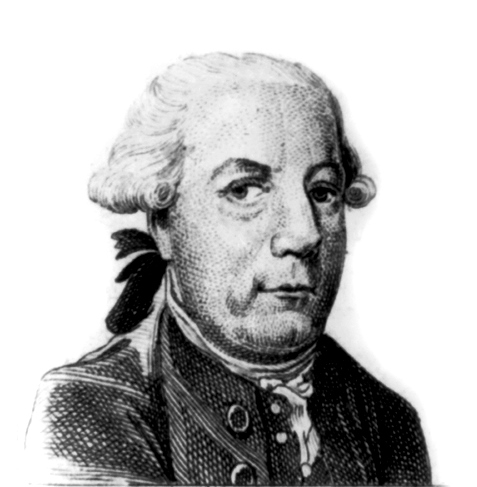
Grabado de Laurens como presidente del Congreso Continental, 1784.

Henry Laurens formó parte de las milicias, como la mayoría de los hombres aptos de su época. Llegó a tener el grado de teniente coronel en la guerra contra los nativos cheroqui de 1751 a 1761, durante la guerra franco-india (también conocida como la guerra de los Siete Años). 
En 1757, fue elegido por primera vez para la asamblea colonial. Laurens fue reelecto año tras año excepto en una sola ocasión hasta que la Revolución reemplazó la asamblea por una convención estatal como gobierno interino. El único año en que no fue elegido fue 1773, cuando visitó Inglaterra para planificar la educación de sus hijos. Fue nombrado para el Consejo colonial en 1764 y 1768, pero se negó a aceptar en ambas ocasiones. En 1772 se unió a la American Philosophical Society de Filadelfia, y comenzó a intercambiar correspondencia con otros miembros.
Antes de que la Revolución de las Trece Colonias fuese inminente, Laurens apoyaba la reconciliación con la Corona británica. Sin embargo, cuando la situación se volvió insostenible, se convirtió en un ferviente adepto de la causa revolucionaria. Cuando Carolina comenzó a crear un gobierno revolucionario, Laurens fue elegido para el Congreso Provincial, cuya primera reunión tuvo lugar el 9 de enero de 1775. Fue presidente del Comité de Seguridad y presidió dicho congreso desde junio hasta marzo de 1776. Cuando Carolina del Sur estableció un gobierno completamente independiente, asumió el cargo de vicepresidente, que ocuparía hasta el 27 de junio de 1777.
Henry Laurens fue nombrado delegado para el Congreso Continental el 10 de enero de 1777 y permaneció en el Congreso hasta 1780. Además, fue presidente del Congreso Continental desde el 1 de noviembre de 1777 hasta el 9 de diciembre de 1778.
En el otoño de 1779, el Congreso nombró a Laurens embajador en los Países Bajos. A principios de la década de 1780, se trasladó a dicho país y logró que los holandeses apoyasen a los Estados Unidos durante la guerra revolucionaria. Pero cuando regresó a Ámsterdam poco después, la fragata británica HMS Vestal interceptó su barco, el paquebote Mercury, cerca de las costas de Terranova. Aunque sus pertenencias fueron arrojadas al mar, los británicos las recuperaron y descubrieron el esbozo de un posible tratado entre los Estados Unidos y los Países Bajos elaborado en 1778 en Aix-la-Chapelle por el diplómata estadounidense William Lee y el banquero de Ámsterdam Jean de Neufville. Esto llevó a que Gran Bretaña le declarase la guerra a las Provincias Unidas de los Países Bajos, dando inicio a la que sería conocida como la cuarta guerra anglo-neerlandesa.

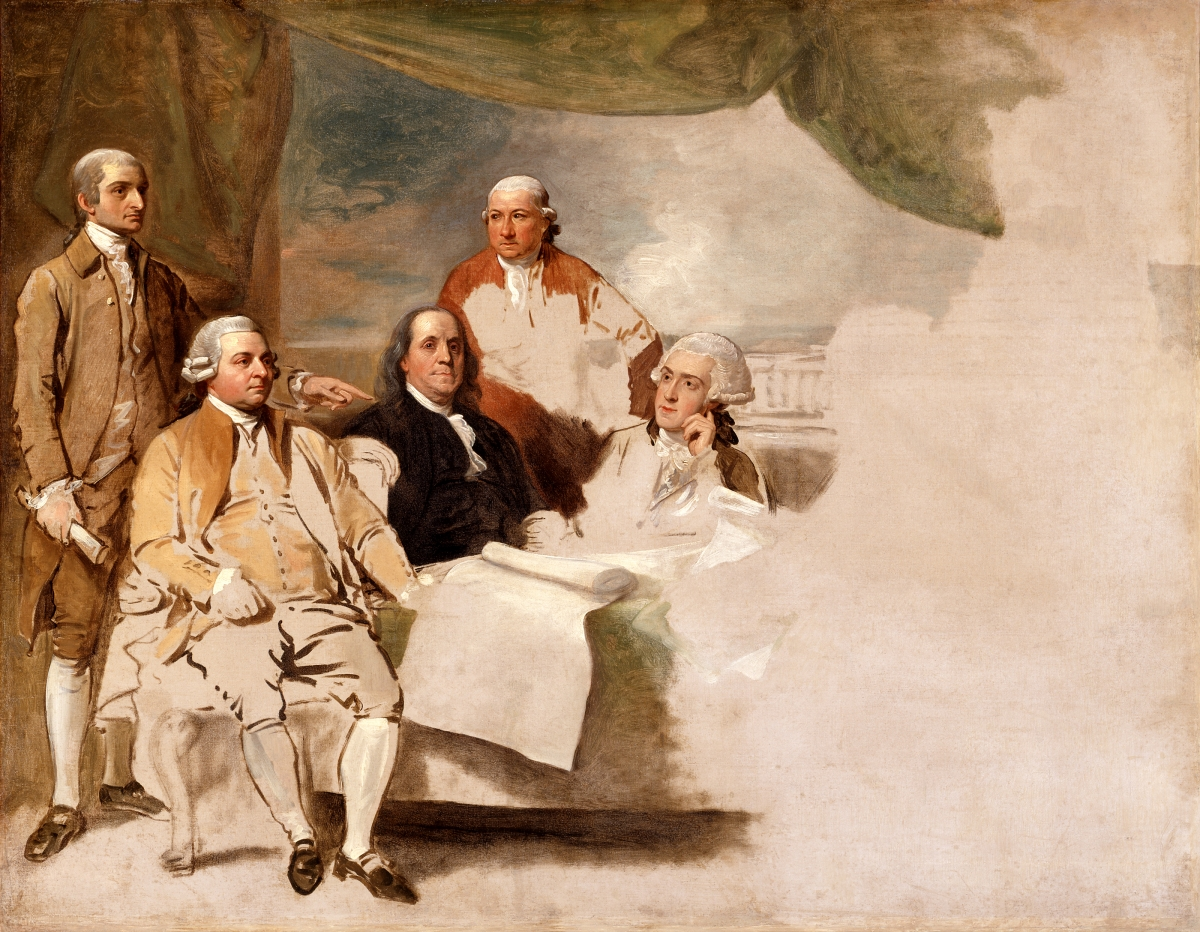
Tratado de París, de Benjamin West, 1783 (de izquierda a derecha: John Jay, John Adams, Benjamin Franklin, Henry Laurens y William Temple Franklin.)

Los británicos acusaron a Laurens de traición, lo transportaron a Inglaterra y lo encarcelaron en la Torre de Londres. Es el único estadounidense que haya estado prisionero en la Torre. Sus compatriotas protestaron ante su encarcelación; muchos prisioneros eran considerados prisioneros de guerra, y aunque las condiciones eran deplorables, era común el intercambio de prisioneros y la posibilidad de enviar y recibir correspondencia. Durante su tiempo en prisión, Laurens fue asistido por Richard Oswald, su antiguo compañero de negocios y el principal propietario de la isla Bunce, una base de comercio de esclavos enclavada en el río Sierra Leona. Oswald pidió por Laurens ante el gobierno británico, y finalmente, el 31 de diciembre de 1781, fue liberado e intercambiado por el general Charles Cornwallis, tras lo cual pudo completar su viaje a Ámsterdam. Allí, ayudó a recaudar fondos para la revolución.
El hijo mayor de Laurens, el coronel John Laurens, fue asesinado en 1782 durante la Batalla del río Combahee. Fue una de las últimas víctimas de la Guerra de las Trece Colonias. John era partidario de alistar y luego liberar esclavos para que combatiesen en la guerra, y le sugirió a su padre que comenzara con los 40 que el joven heredaría en algún momento. Asimismo, le solicitó a su padre que liberase a los esclavos de la familia, pero pese a sus dudas, Henry Laurens jamás liberó a sus 260 esclavos.
En 1783, Laurens fue enviado a París como uno de los comisionados de paz para las negociaciones que culminaron con la firma del Tratado de París. Aunque no fue uno de los firmantes del tratado principal, fue clave para lograr los acuerdos secundarios que resolvieron conflictos relacionados con los Países Bajos y España. Richard Oswald fue el principal negociador para los británicos durante las conversaciones que antecedieron a la firma del tratado.
Laurens se retiró en gran medida de la vida pública en 1784. Aunque fue convocado para el Congreso Continental, la Convención de Filadelfia de 1787 y la asamblea estatal, rechazó las tres ofertas. Participó en la convención estatal de 1788, donde votó para ratificar la Constitución de los Estados Unidos. 

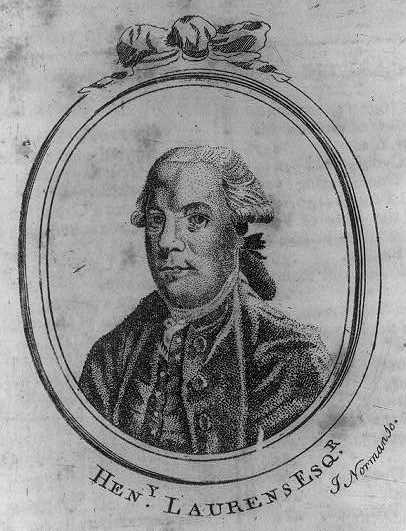
Retrato de Laurens, Boston Magazine, 1784; grabado de John Norman.

### Sucesos posteriores
Durante la ocupación de Charleston, el ejército británico incendió la finca de Laurens, llamada Mepkin. En 1784, cuando Laurens y su familia regresaron al sitio, se instalaron en un edificio exterior mientras se llevaba a cabo la reconstrucción de la casa principal. Laurens vivió en la finca el resto de su vida y se dedicó a trabajar para recuperar las 40 000 libras esterlinas que había gastado durante la revolución (equivalente a 6.1 millones de dólares en 2016).

### Muerte
Laurens falleció el 8 de diciembre de 1792 en su finca, Mepkin, ubicada en Carolina del Sur. En su testamento, solicitó ser cremado y que sus cenizas fuesen enterradas en su propiedad. Laurens fue el primer blanco cremado de manera formal en los Estados Unidos. Después de su fallecimiento, la finca tuvo varios propietarios. Parte de ella aún existe, reconvertida en una abadía perteneciente a la Orden de la Trapa.

### Legado y homenajes
- La ciudad de Laurens, en Carolina del Sur, y el condado homónimo fueron nombrados en su honor.
- El general Lachlan McIntosh, que trabajó para Laurens y fue su amigo, nombró en su honor el Fuerte Laurens, en Ohio.
- El Condado de Laurens (Georgia) fue nombrado en honor a su hijo, John, quien falleció durante la guerra, en 1782.
- El pueblo de Laurens y la villa neoyorquina homónima fueron nombrados en su honor.[11]